# Pension Corona
Pension Corona ist eine vierzehnteilige deutsche Familienserie, die als 25-minütige Folgen im ZDF ausgestrahlt wurden. Produziert wurde die Serie von der Novafilm Fernsehproduktion. Die Hauptrolle ist mit Ursela Monn als Pensionsleiterin Karin Börner besetzt.

## Inhalt
Die aus Berlin stammende Karin Börner erbt von ihrer Tante die Pension Corona, die in München steht. Karin ist begeistert von ihrer neuen Aufgabe und fährt nach München, wobei sie ihren Ehemann Herbert und Tochter Viola in Berlin zurücklässt. Beim Auf- und Umbau der Münchner Pension hilft ihr der Hausbesitzer Dr. Flick.

## Schauspieler und Rollen
Die folgende Tabelle zeigt eine Übersicht der Haupt- und Nebendarsteller mit deren Rollen. 
| Schauspieler      | Rolle                         | Episoden |
| ----------------- | ----------------------------- | -------- |
| Ursela Monn       | Karin Börner                  | 14       |
| Ezard Haußmann    | Eberhard Flick                | 14       |
| Herbert Bötticher | Karl-Heinz Sandmann „Sandini“ | 14       |
| Margot Mahler     | Paula Griesmayr               | 14       |
| Katja Woywood     | Viola Börner                  | 14       |
| Gerd Fitz         | Xaver Griesmayr               | 14       |

## Episodenliste
| Folge | Titel                               | Ausstrahlung   |
| ----- | ----------------------------------- | -------------- |
| 1     | Der Gast ist König                  | 17. April 1990 |
| 2     | Morgenstund’ hat Gold im Mund       | 17. April 1990 |
| 3     | Auf den Hund gekommen               | 24. April 1990 |
| 4     | Ich hab noch einen Koffer in Berlin | 24. April 1990 |
| 5     | Schlag auf Schlag                   | 8. Mai 1990    |
| 6     | Teufel an der Wand                  | 8. Mai 1990    |
| 7     | Verlockungen                        | 15. Mai 1990   |
| 8     | Argusauge sei wachsam               | 15. Mai 1990   |
| 9     | Fehlspekulationen                   | 22. Mai 1990   |
| 10    | Ein unklarer Fall                   | 22. Mai 1990   |
| 11    | Fauler Zauber                       | 29. Mai 1990   |
| 12    | Ein Heiratsantrag                   | 29. Mai 1990   |
| 13    | Artistengepäck                      | 5. Juni 1990   |
| 14    | Streicheleinheiten                  | 5. Juni 1990   |